# 帕拉佐皮尼亚诺
帕拉佐皮尼亚诺（義大利語：Palazzo Pignano），是意大利克雷莫纳省的一个市镇。总面积8平方公里，人口3888人，人口密度486.0人/平方公里（2009年）。国家统计（ISTAT）代码为019066。